# Alchemilla pectiniloba
Alchemilla pectiniloba är en rosväxtart som beskrevs av Fröhner. Alchemilla pectiniloba ingår i släktet daggkåpor, och familjen rosväxter. Inga underarter finns listade i Catalogue of Life.